# Alluaudomyia immaculata
Alluaudomyia immaculata är en tvåvingeart som beskrevs av Tokunaga 1963. Alluaudomyia immaculata ingår i släktet Alluaudomyia och familjen svidknott. Inga underarter finns listade i Catalogue of Life.